# Campionat de Catalunya d'atletisme - 400 metres llisos
Els 400 metres llisos és una prova del Campionat de Catalunya d'atletisme que es realitza des del 1916 en categoria masculina i des del 1932 en categoria femenina.
El primer campió fou Leandre Coll del FC Barcelona, amb un temps superior al minut, l'any 1916. Un any més tard, l'alemany Tangermann del Centre Excursionista Montseny guanyà la prova amb un temps ja inferior al minut. No fou fins a l'any 1950 en que arribà el primer campió amb un temps per sota dels 50 segons, l'atleta del Natació Barcelona José Fórmica-Corsi Hezode. La primera prova femenina arribà l'any 1932 i fou vençuda per Mercè Castelltort. Fins a l'any 1936 es van celebrar 4 edicions, totes elles disputades sobre una distància de 300 metres. Amb l'arribada del Franquisme la prova deixà de disputar-se, fins a l'any 1964, quan es disputà el primer campionat femení sobre 400 metres llisos, guanyat per Josefina Sanz del Grup Cultural i Recreatiu La Seda.
Fins a l'any 2024 els atletes amb més campionats són Raül Sabaté Cervelló i Mireia Lluch Arenas amb 7 títols cadascun. Amb 5 campionats destaquen Jesús Muntaner i Enric Piferrer i Homs i amb 4 Maria Assumpció Tatjer Montaña.

## Historial

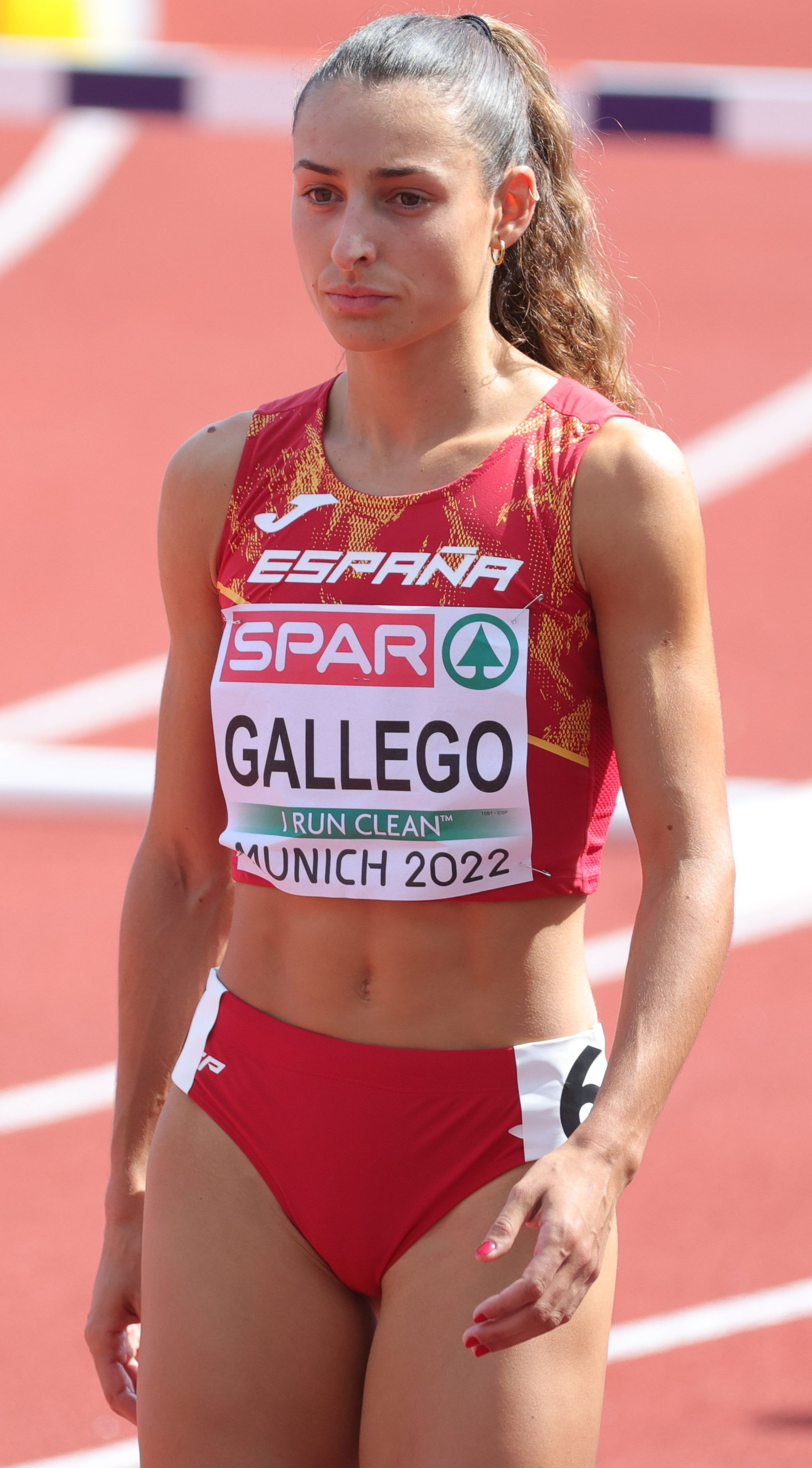
Sara Gallego guanyà tres cops el Campionat de Catalunya entre 2018 i 2022,

Llegenda
| Prova disputada sobre una distància de 300 metres llisos. |
| Prova disputada sobre una distància de 400 metres llisos. |

| Edició   | Data | Competició masculina                          | Competició masculina                          | Competició masculina                          | Competició femenina                   | Competició femenina                   | Competició femenina                   | refs.             |
| Edició   | Data | Campió                                        | Club                                          | Temps                                         | Campiona                              | Club                                  | Temps                                 | refs.             |
| -------- | ---- | --------------------------------------------- | --------------------------------------------- | --------------------------------------------- | ------------------------------------- | ------------------------------------- | ------------------------------------- | ----------------- |
| I        | 1916 | Leandre Coll                                  | FC Barcelona                                  | 1:01.4                                        | la categoria femenina començà el 1932 | la categoria femenina començà el 1932 | la categoria femenina començà el 1932 | [ 2 ] [ 4 ] [ 5 ] |
| II       | 1917 | E. Tangermann                                 | CE Montseny                                   | 57.3                                          | la categoria femenina començà el 1932 | la categoria femenina començà el 1932 | la categoria femenina començà el 1932 | [ 2 ] [ 6 ]       |
| III      | 1918 | Antoni Blanch                                 | Catalunya AC                                  | 57.4                                          | la categoria femenina començà el 1932 | la categoria femenina començà el 1932 | la categoria femenina començà el 1932 | [ 2 ] [ 7 ]       |
| IV       | 1919 | la prova no es va poder disputar per la pluja | la prova no es va poder disputar per la pluja | la prova no es va poder disputar per la pluja | la categoria femenina començà el 1932 | la categoria femenina començà el 1932 | la categoria femenina començà el 1932 | [ 2 ]             |
| V        | 1920 | Francesc Pagès                                | CN Barcelona                                  | 57.4                                          | la categoria femenina començà el 1932 | la categoria femenina començà el 1932 | la categoria femenina començà el 1932 | [ 2 ] [ 8 ]       |
| -        | 1921 | no es disputà per la crisi federativa         | no es disputà per la crisi federativa         | no es disputà per la crisi federativa         | la categoria femenina començà el 1932 | la categoria femenina començà el 1932 | la categoria femenina començà el 1932 | [ 2 ]             |
| -        | 1922 | no es disputà per la crisi federativa         | no es disputà per la crisi federativa         | no es disputà per la crisi federativa         | la categoria femenina començà el 1932 | la categoria femenina començà el 1932 | la categoria femenina començà el 1932 | [ 2 ]             |
| VI       | 1923 | Màxim Garcia                                  | CE Europa                                     | 55.3                                          | la categoria femenina començà el 1932 | la categoria femenina començà el 1932 | la categoria femenina començà el 1932 | [ 2 ] [ 9 ]       |
| VII      | 1924 | Màxim Garcia                                  | CE Europa                                     | 56.4                                          | la categoria femenina començà el 1932 | la categoria femenina començà el 1932 | la categoria femenina començà el 1932 | [ 2 ] [ 10 ]      |
| VIII     | 1925 | Màxim Garcia                                  | RCD Espanyol                                  | 55.0                                          | la categoria femenina començà el 1932 | la categoria femenina començà el 1932 | la categoria femenina començà el 1932 | [ 2 ]             |
| IX       | 1926 | Jesús Muntaner                                | Reus Deportiu                                 | 54.8                                          | la categoria femenina començà el 1932 | la categoria femenina començà el 1932 | la categoria femenina començà el 1932 | [ 2 ]             |
| X        | 1927 | Jesús Muntaner                                | Reus Deportiu                                 | 55.6                                          | la categoria femenina començà el 1932 | la categoria femenina començà el 1932 | la categoria femenina començà el 1932 | [ 2 ]             |
| XI       | 1928 | Joaquim Miquel                                | RCD Espanyol                                  | 52.8                                          | la categoria femenina començà el 1932 | la categoria femenina començà el 1932 | la categoria femenina començà el 1932 | [ 2 ]             |
| XII      | 1929 | Joaquim Roca                                  | FC Barcelona                                  | 55.6                                          | la categoria femenina començà el 1932 | la categoria femenina començà el 1932 | la categoria femenina començà el 1932 | [ 2 ]             |
| XIII     | 1930 | Jesús Muntaner                                | Reus Deportiu                                 | 52.0                                          | la categoria femenina començà el 1932 | la categoria femenina començà el 1932 | la categoria femenina començà el 1932 | [ 2 ]             |
| XIV      | 1931 | Jesús Muntaner                                | Reus Deportiu                                 | 52.4                                          | la categoria femenina començà el 1932 | la categoria femenina començà el 1932 | la categoria femenina començà el 1932 | [ 2 ]             |
| XV       | 1932 | Jesús Muntaner                                | Reus Deportiu                                 | 52.0                                          | Mercè Castelltort                     | Club Femení i E.                      | 49.2                                  | [ 2 ]             |
| XVI      | 1933 | Tomàs Colomer                                 | GEiEG                                         | 53.8                                          | Maria Morros Navarro                  | Club Femení i E.                      | 53.2                                  | [ 2 ]             |
| XVII     | 1934 | Tomàs Colomer                                 | GEiEG                                         | 53.2                                          | N/D                                   | N/D                                   | N/D                                   | [ 2 ]             |
| XVIII    | 1935 | Tomàs Colomer                                 | GEiEG                                         | 52.0                                          | Emília Trepat                         | FAEGE                                 | 46.2                                  | [ 2 ]             |
| XIX      | 1936 | Manuel Vives Bella                            | FC Barcelona                                  | 53.4                                          | Emília Trepat                         | Independent                           | 46.3                                  | [ 2 ]             |
| -        | 1937 | no es disputà per la Guerra Civil             | no es disputà per la Guerra Civil             | no es disputà per la Guerra Civil             | no es disputà per la Guerra Civil     | no es disputà per la Guerra Civil     | no es disputà per la Guerra Civil     |                   |
| -        | 1938 | no es disputà per la Guerra Civil             | no es disputà per la Guerra Civil             | no es disputà per la Guerra Civil             | no es disputà per la Guerra Civil     | no es disputà per la Guerra Civil     | no es disputà per la Guerra Civil     |                   |
| -        | 1939 | no es disputà per la Guerra Civil             | no es disputà per la Guerra Civil             | no es disputà per la Guerra Civil             | no es disputà per la Guerra Civil     | no es disputà per la Guerra Civil     | no es disputà per la Guerra Civil     |                   |
| XX       | 1940 | Salvador Mercadé                              | FC Barcelona                                  | 54.0                                          | N/D                                   | N/D                                   | N/D                                   | [ 2 ]             |
| XXI      | 1941 | Enric Piferrer                                | FC Barcelona                                  | 51.1                                          | N/D                                   | N/D                                   | N/D                                   | [ 2 ]             |
| XXII     | 1942 | Enric Piferrer                                | Independent                                   | 51.8                                          | N/D                                   | N/D                                   | N/D                                   | [ 2 ]             |
| XXIII    | 1943 | Enric Piferrer                                | CE Montnegre                                  | 52.2                                          | N/D                                   | N/D                                   | N/D                                   | [ 2 ]             |
| XXIV     | 1944 | Enric Piferrer                                | CE Montnegre                                  | 53.2                                          | N/D                                   | N/D                                   | N/D                                   | [ 2 ]             |
| XXV      | 1945 | Enric Piferrer                                | CE Hispano Francès                            | 53.2                                          | N/D                                   | N/D                                   | N/D                                   | [ 2 ]             |
| XXVI     | 1946 | Vicente Alfonso                               | FC Barcelona                                  | 53.3                                          | N/D                                   | N/D                                   | N/D                                   | [ 2 ]             |
| XXVII    | 1947 | Enric Sales                                   | CN Barcelona                                  | 52.2                                          | N/D                                   | N/D                                   | N/D                                   | [ 2 ]             |
| XXVIII   | 1948 | Joan Victor Gil                               | RCD Espanyol                                  | 52.4                                          | N/D                                   | N/D                                   | N/D                                   | [ 2 ]             |
| XXIX     | 1949 | Helios Portolés Ejarque                       | FC Barcelona                                  | 51.9                                          | N/D                                   | N/D                                   | N/D                                   | [ 2 ]             |
| XXX      | 1950 | José Fórmica-Corsi                            | CN Barcelona                                  | 49.5                                          | N/D                                   | N/D                                   | N/D                                   | [ 2 ]             |
| XXXI     | 1951 | José Fórmica-Corsi                            | CN Barcelona                                  | 49.2                                          | N/D                                   | N/D                                   | N/D                                   | [ 2 ]             |
| XXXII    | 1952 | Joan Gimeno                                   | FC Barcelona                                  | 51.7                                          | N/D                                   | N/D                                   | N/D                                   | [ 2 ]             |
| XXXIII   | 1953 | Francesc Roig                                 | CN Reus Ploms                                 | 52.0                                          | N/D                                   | N/D                                   | N/D                                   | [ 2 ]             |
| XXXIV    | 1954 | José Fórmica-Corsi                            | CN Barcelona                                  | 49.2                                          | N/D                                   | N/D                                   | N/D                                   | [ 2 ]             |
| XXXV     | 1955 | Francisco Ruf                                 | CN Barcelona                                  | 50.4                                          | N/D                                   | N/D                                   | N/D                                   | [ 2 ]             |
| XXXVI    | 1956 | Francisco Ruf                                 | FC Barcelona                                  | 49.8                                          | N/D                                   | N/D                                   | N/D                                   | [ 2 ]             |
| XXXVII   | 1957 | Francisco Ruf                                 | FC Barcelona                                  | 49.4                                          | N/D                                   | N/D                                   | N/D                                   | [ 2 ]             |
| XXXVIII  | 1958 | Francisco Ruf                                 | FC Barcelona                                  | 49.8                                          | N/D                                   | N/D                                   | N/D                                   | [ 2 ]             |
| XXXIX    | 1959 | Enrique Aguinaga Ayala                        | CA Stadium                                    | 50.5                                          | N/D                                   | N/D                                   | N/D                                   | [ 2 ]             |
| XL       | 1960 | Alfonso Alcázar Fuertes                       | CE Universitari                               | 49.6                                          | N/D                                   | N/D                                   | N/D                                   | [ 2 ]             |
| XLI      | 1961 | Ramon Pauné                                   | CN Barcelona                                  | 50.2                                          | N/D                                   | N/D                                   | N/D                                   | [ 2 ]             |
| XLII     | 1962 | Enrique Aguinaga Ayala                        | CE Universitari                               | 49.8                                          | N/D                                   | N/D                                   | N/D                                   | [ 2 ]             |
| XLIII    | 1963 | Ramon Pauné                                   | CN Barcelona                                  | 49.2                                          | N/D                                   | N/D                                   | N/D                                   | [ 2 ]             |
| XLIV     | 1964 | Enrique Aguinaga Ayala                        | CE Universitari                               | 49.3                                          | Josefina Sanz                         | GCR La Seda                           | 1:09.0                                | [ 2 ] [ 11 ]      |
| XLV      | 1965 | Lluís Garcia Baena                            | CA Laietània                                  | 50.6                                          | Pilar Martínez Nogués                 | CE Universitari                       | 1:05.5                                | [ 2 ]             |
| XLVI     | 1966 | Enric Bondia Domper                           | FC Barcelona                                  | 48.6                                          | Pilar Martínez Nogués                 | CE Universitari                       | 1:02.8                                | [ 2 ]             |
| XLVII    | 1967 | Enric Bondia Domper                           | FC Barcelona                                  | 50.3                                          | Pilar Martínez Nogués                 | CE Universitari                       | 1:02.2                                | [ 2 ]             |
| XLVIII   | 1968 | Alfonso Gabernet Martí                        | Independent                                   | 49.1                                          | Lidia Pérez Casado                    | CN Barcelona                          | 1:03.1                                | [ 2 ]             |
| XLIX     | 1969 | Josep Ma. Reina Terreros                      | CN Barcelona                                  | 49.4                                          | Ma. Rosa Sierra Girón                 | CE Universitari                       | 1:01.4                                | [ 2 ]             |
| L        | 1970 | Vicente García Machado                        | JA Sabadell                                   | 50.1                                          | Laura Bosch Galceran                  | CE Universitari                       | 1:06.7                                | [ 2 ]             |
| LI       | 1971 | Alfonso Gabernet Martí                        | FC Barcelona                                  | 47.1                                          | Pilar Freixa Massaguer                | CE Universitari                       | 59.4                                  | [ 2 ]             |
| LII      | 1972 | Andreu Ballbé Garcia                          | FC Barcelona                                  | 49.1                                          | Carmen Gómez Florido                  | CA Terrassa                           | 59.7                                  | [ 2 ]             |
| LIII     | 1973 | Jaume Blanes                                  | CN Barcelona                                  | 49.7                                          | Carmen Gómez Florido                  | CA Terrassa                           | 59.0                                  | [ 2 ]             |
| LIV      | 1974 | Anton Brufau                                  | CN Reus Ploms                                 | 48.0                                          | Glòria Pujol Clusella                 | JA Sabadell                           | 57.8                                  | [ 2 ]             |
| LV       | 1975 | Genís Martínez                                | CA Manresa                                    | 50.4                                          | Assumpció Tatjer                      | CG Barcelonès                         | 56.1                                  | [ 2 ]             |
| LVI      | 1976 | Anton Brufau                                  | CN Reus Ploms                                 | 48.3                                          | Roser Gil Monné                       | CN Reus Ploms                         | 59.6                                  | [ 2 ]             |
| LVII     | 1977 | Xavier Estruch Garcia                         | FC Barcelona                                  | 49.5                                          | Montserrat Pujol                      | JA Sabadell                           | 56.4                                  | [ 2 ]             |
| LVIII    | 1978 | Anton Brufau                                  | CN Reus Ploms                                 | 48.9                                          | Roser Gil Monné                       | CN Reus Ploms                         | 59.4                                  | [ 2 ]             |
| LIX      | 1979 | Anton Brufau                                  | CN Reus Ploms                                 | 49.14                                         | Yolanda Dolz                          | CN Montjuïc                           | 58.92                                 | [ 2 ]             |
| LX       | 1980 | Xavier Estruch Garcia                         | FC Barcelona                                  | 49.11                                         | Sílvia Madorran Gil                   | CG Tarragona                          | 58.21                                 | [ 2 ]             |
| LXI      | 1981 | Benjamín González                             | FC Barcelona                                  | 47.75                                         | Núria Serrano                         | FC Barcelona                          | 58.40                                 | [ 2 ]             |
| LXII     | 1982 | Carles Bellosta Solano                        | JA Sabadell                                   | 48.99                                         | Assumpció Tatjer                      | CG Barcelonès                         | 57.51                                 | [ 2 ]             |
| LXIII    | 1983 | Antoni Mayoral                                | GEiEG                                         | 48.05                                         | Sílvia Madorran Gil                   | CG Tarragona                          | 58.74                                 | [ 2 ]             |
| LXIV     | 1984 | Ricardo Diéguez                               | FC Barcelona                                  | 48.44                                         | Ana Pilar Ramallo                     | UAB                                   | 57.09                                 | [ 2 ]             |
| LXV      | 1985 | Josep Ll. Yeste Llamas                        | CA Granollers                                 | 48.17                                         | Carme Bes Fuster                      | CN Reus Ploms                         | 57.31                                 | [ 2 ]             |
| LXVI     | 1986 | Joaquim Borrego Erta                          | AD Antorcha                                   | 49.58                                         | Assumpció Tatjer                      | CG Barcelonès                         | 56.30                                 | [ 2 ]             |
| LXVII    | 1987 | Ricardo Diéguez                               | CG Barcelonès                                 | 49.18                                         | Assumpció Tatjer                      | CG Barcelonès                         | 55.69                                 | [ 2 ]             |
| LXVIII   | 1988 | Manuel Gonzalez Solanes                       | CG Barcelonès                                 | 48.02                                         | Noemí Carreras Rius                   | CN Montjuïc                           | 55.63                                 | [ 2 ]             |
| LXIX     | 1989 | Carlos Heredia Tapia                          | CE Universitari                               | 47.97                                         | Isabel Rodriguez Amat                 | AE L'Hospitalet                       | 55.55                                 | [ 2 ]             |
| LXX      | 1990 | Lluís Cumellas Ruiz                           | CG Barcelonès                                 | 48.27                                         | Susana López Ribera                   | FC Barcelona                          | 57.20                                 | [ 2 ]             |
| LXXI     | 1991 | Raül Sabaté Cervelló                          | CN Reus Ploms                                 | 48.56                                         | Mireia Lluch Arenas                   | CA Laietània                          | 55.82                                 | [ 2 ]             |
| LXXII    | 1992 | Lluís Cumellas Ruiz                           | CGB-L'Hospitalet                              | 47.68                                         | Mireia Lluch Arenas                   | CA Laietània/CNF                      | 56.19                                 | [ 2 ]             |
| LXXIII   | 1993 | Raül Sabaté Cervelló                          | CN Reus Ploms                                 | 47.98                                         | Mireia Lluch Arenas                   | CA Laietània/CNF                      | 55.97                                 | [ 2 ]             |
| LXXIV    | 1994 | Raül Sabaté Cervelló                          | CN Reus Ploms                                 | 48.25                                         | Mireia Lluch Arenas                   | FC Barcelona                          | 55.76                                 | [ 2 ]             |
| LXXV     | 1995 | Raül Sabaté Cervelló                          | L'Hospitalet At.                              | 48.28                                         | Mireia Lluch Arenas                   | FC Barcelona                          | 55.41                                 | [ 2 ]             |
| LXXVI    | 1996 | David Canal                                   | CG Barcelonès                                 | 46.58                                         | Mireia Lluch Arenas                   | FC Barcelona                          | 55.82                                 | [ 2 ]             |
| LXXVII   | 1997 | Raül Sabaté Cervelló                          | FC Barcelona                                  | 48.17                                         | Mireia Lluch Arenas                   | FC Barcelona                          | 55.85                                 | [ 2 ]             |
| LXXVIII  | 1998 | Raül Sabaté Cervelló                          | Transports T2                                 | 47.92                                         | Verònica Maluenda Cabezas             | FC Barcelona                          | 55.73                                 | [ 2 ]             |
| LXXIX    | 1999 | Raül Sabaté Cervelló                          | Transports T2                                 | 48.22                                         | Mònica Marín Duran                    | FC Barcelona                          | 56.47                                 | [ 2 ]             |
| LXXX     | 2000 | Raül Sánchez Astrain                          | FC Barcelona                                  | 48.58                                         | Ángeles Rodríguez Rdgz.               | AAC-UBAE                              | 57.17                                 | [ 2 ]             |
| LXXXI    | 2001 | Jaume Pérez Sánchez                           | CA Manresa                                    | 48.01                                         | Vanessa Badia Gomollón                | FC Barcelona                          | 55.68                                 | [ 2 ]             |
| LXXXII   | 2002 | Jaume Pérez Sánchez                           | CA Manresa                                    | 47.85                                         | Mònica Marín Duran                    | FC Barcelona                          | 57.45                                 | [ 2 ]             |
| LXXXIII  | 2003 | Albert Pàmies Lacunza                         | AAC-UBAE                                      | 47.94                                         | Anna Bové Balada                      | Integra 2                             | 57.22                                 | [ 2 ]             |
| LXXXIV   | 2004 | Jordi Rabal Valero                            | AAC-UBAE                                      | 47.96                                         | Mireia Martí Villalta                 | Integra 2                             | 57.24                                 | [ 2 ]             |
| LXXXV    | 2005 | Lluís Fco. Martín Guil                        | CA Lloret-La Selva                            | 48.52                                         | Sònia Rodríguez Conde                 | Pratenc AA                            | 56.78                                 | [ 2 ]             |
| LXXXVI   | 2006 | Enric Martín Panadés                          | L'Hospitalet At.                              | 48.11                                         | Andrea Díez Ibáñez                    | L'Hospitalet At.                      | 56.33                                 | [ 2 ]             |
| LXXXVII  | 2007 | Daniel Pedro García                           | ISS-L'Hospitalet                              | 48.47                                         | Eva Martín Estévez                    | FC Barcelona                          | 55.28                                 | [ 2 ]             |
| LXXXVIII | 2008 | Marc Orozco Torres                            | FC Barcelona                                  | 48.00                                         | Elia Vallès Gamundi                   | AA Palamós                            | 56.31                                 | [ 2 ]             |
| LXXXIX   | 2009 | Marc Orozco Torres                            | FC Barcelona                                  | 47.83                                         | Laia Vilalta Blanch                   | FC Barcelona                          | 55.03                                 | [ 2 ]             |
| XC       | 2010 | Ramon Montejano Moreso                        | AA Catalunya                                  | 47.87                                         | Laia Forcadell Arenas                 | ISS-L'Hospitalet                      | 55.27                                 | [ 2 ]             |
| XCI      | 2011 | Ramon Montejano Moreso                        | AA Catalunya                                  | 47.84                                         | Oyidiya Oji                           | ISS-L'Hospitalet                      | 55.85                                 | [ 2 ]             |
| XCII     | 2012 | Albert Martínez Saura                         | Avinent Manresa                               | 48.71                                         | Oyidiya Oji                           | ISS-L'Hospitalet                      | 56.39                                 | [ 2 ]             |
| XCIII    | 2013 | Pau Fradera Miralles                          | FC Barcelona                                  | 48.34                                         | Ma. Stephanie Thomas                  | AA Catalunya                          | 55.58                                 | [ 2 ]             |
| XCIV     | 2014 | Sergi Torres Solà                             | FC Barcelona                                  | 47.66                                         | Oyidiya Oji                           | ISS-L'Hospitalet                      | 56.43                                 | [ 2 ]             |
| XCV      | 2015 | Lluís Vallejo Miret                           | AA Catalunya                                  | 47.64                                         | Elia Vallès Gamundi                   | AA Palamós                            | 55.77                                 | [ 2 ]             |
| XCVI     | 2016 | Lluís Vallejo Miret                           | CA Platges de Castelló                        | 47.61                                         | Andrea Díez Ibáñez                    | AA Catalunya                          | 55.26                                 | [ 2 ]             |
| XCVII    | 2017 | Samuel Carnicero Fdez.                        | AA Catalunya                                  | 48.65                                         | Andrea Díez Ibáñez                    | AA Catalunya                          | 55.23                                 | [ 2 ]             |
| XCVIII   | 2018 | Aleix Porras Cantons                          | FC Barcelona                                  | 47.77                                         | Sara Gallego Sotelo                   | ISS-L'Hospitalet                      | 55.10                                 | [ 2 ]             |
| XCIX     | 2019 | Marcel Mondria Álvarez                        | FC Barcelona                                  | 48.29                                         | Carmen Sánchez                        | FC Barcelona                          | 53.96                                 | [ 2 ]             |
| C        | 2020 | Javier Delgado Osorio                         | FC Barcelona                                  | 48.14                                         | Laura Hernández Arteaga               | FC Barcelona                          | 55.21                                 | [ 2 ]             |
| CI       | 2021 | Guillem Valls Sala                            | CA Fent Camí Mislata                          | 47.42                                         | Sara Gallego Sotelo                   | L'Hospitalet At.                      | 53.12                                 | [ 2 ]             |
| CII      | 2022 | David Fradera Fuentes                         | Tenerife CC                                   | 46.87                                         | Sara Gallego Sotelo                   | CD Nike Running                       | 52.85                                 | [ 2 ]             |
| CIII     | 2023 | David Fradera Fuentes                         | Tenerife CC                                   | 46.91                                         | Laura Bou Saumell                     | Avinent Manresa                       | 53.38                                 | [ 2 ]             |
| CIV      | 2024 | Claudi Gómez Altés                            | CA Sant Celoni                                | 46.94                                         | Laura Bou Saumell                     | Avinent Manresa                       | 54.10                                 | [ 2 ]             |

1. ↑  Federació d'Alumnes i Exalumnes dels Grups Escolars.
2. ↑  Des de la temporada 2012-2013, els atletes estrangers que per 3r any consecutiu hagin diligenciat llicència amb la FCA poden ser campions.